# Batterie à flux redox
Pour les articles homonymes, voir Batterie, Flux et Redox.
Une batterie à flux redox, batterie redox flow ou pile d'oxydoréduction est un type de batterie d'accumulateurs, dans lequel l'énergie est stockée dans deux solutions électrolytiques, pompées à travers la cellule électrochimique et stockées dans des réservoirs. L'innovation principale de ces systèmes en comparaison des batteries classiques réside dans le découplage entre la capacité énergétique et la puissance de la pile. Ces dispositifs sont en revanche assez encombrants (aussi bien en masse qu'en volume) et sont donc plutôt destinés à des applications stationnaires.

## Principe
Les batteries à flux redox sont un type d'accumulateurs dans lequel l'énergie est stockée dans un ou plusieurs électrolytes contenant des couples oxydant-réducteur particuliers. Elles sont composées d'une cellule électrochimique contenant deux électrodes séparées par un séparateur (le plus souvent une membrane échangeuse de protons). Particularité de ces dispositifs, les électrolytes sont stockées dans des cuves, reliées à la cellule grâce à un système de pompage. Les électrolytes sont la plupart du temps aqueux.
Les limites de ces batteries sont la faible densité énergétique. Elle dépend en effet de la solubilité des espèces réactives, qui est relativement faible. Une trop forte concentration peut entraîner des précipitations et détériorer le fonctionnement.

## Principaux types employés

### Batteries «tout vanadium»

Schéma d'une batterie redox flow au vanadium.

La batterie « tout vanadium » est la batterie redox flow la plus utilisée actuellement. Développée en 1985 par la chercheuse Maria-Skyllas-Kazacos à l'Université de Nouvelle-Galles du Sud, elle utilise les couples d'oxydoréduction {\displaystyle {\ce {V^5+/V^4+}}} et {\displaystyle {\ce {V^2+/V^3+}}}. Les réactions ayant lieu de chaque côté sont les suivantes :
- demi-équation dans l'anolyte : {\displaystyle {\ce {V^3+ + e^- <=> V^2+}}}
- demi-équation dans le catholyte : {\displaystyle {\ce {VO^2+ + H2O <=> VO2^+ + 2H+ + e-}}}
- équation-bilan : {\displaystyle {\ce {VO2^+ + V^2+ + 2H+ <=> VO^2+ + V^3+ + H2O}}}

Cette batterie délivre une tension de 1,26V et présente de nombreux avantages bien que le coût et la disponibilité de la matière première reste un frein certain.

### Batteries Zn-Br
D'autres batteries utilisées à l'échelle industrielle emploient les couples {\displaystyle {\ce {Zn^2+/Zn}}} et {\displaystyle {\ce {Br/Br-}}}. Les réactions ayant lieu de chaque côté sont les suivantes :
- demi-équation dans l'anolyte : {\displaystyle {\ce {Zn <=> Zn^2+ + 2e-}}}
- demi-équation dans le catholyte : {\displaystyle {\ce {Br2 + 2e- <=> 2Br-}}}
- équation-bilan : {\displaystyle {\ce {Zn + Br2 <=> 2Br^- + Zn^2+}}}

Dans ce dispositif, seul un seul réservoir est nécessaire, augmentant ainsi la densité énergétique. En effet le zinc, lors de la décharge est déposé à l'état solide sur l'électrode. Malgré cet avantage certain, des inquiétudes s'élèvent quant au danger sanitaire et environnemental que ces solutions peuvent engendrer.

### Batteries Fe-Cr
Les batteries fer-chrome sont les premières à avoir été utilisées. Développées par la Nasa dans les années 1980, elles mettent en jeu les réactions suivantes :
- demi-équation dans l'anolyte : {\displaystyle {\ce {Fe^3+ + e- <=> Fe^2+}}}
- demi-équation dans le catholyte : {\displaystyle {\ce {Cr^2+ <=> Cr^3+ + e-}}}
- équation-bilan : {\displaystyle {\ce {Cr^2+ + Fe^3+ <=> Cr^3+ + Fe^2+}}}

Cette pile délivre une tension de 1,18 V. La réaction oxydoréductrice du couple Fe(II)/Fe(III) est très rapide et réversible, tandis que celle du couple Cr(II)/Cr(III) nécessite une catalyse. La température de fonctionnement avoisine les 65 °C et cette chaleur redirigée de façon à favoriser thermodynamiquement les réactions, cela cause une perte d'énergie (dissipation) conséquente et une architecture compliquée. Le bas potentiel électrochimique du chrome, enfin, entraine des réactions parasites avec le solvant (production de H2).

## Composants

### Matériaux d'électrode

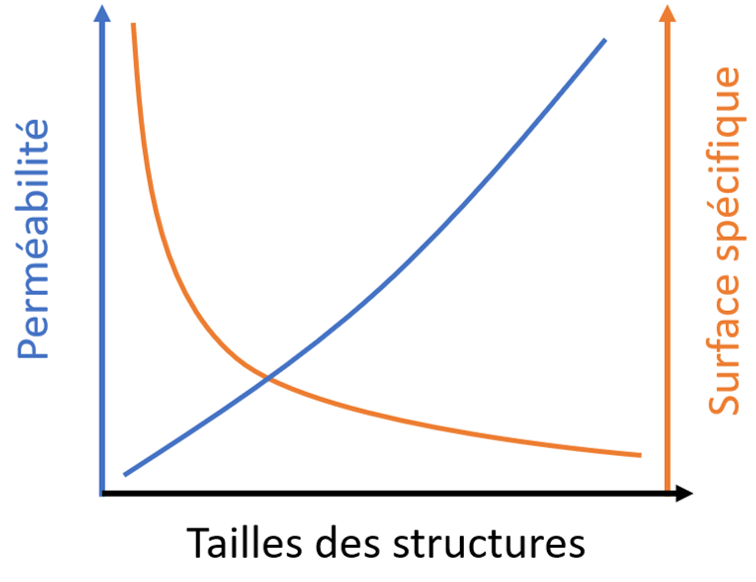
Évolution de la surface spécifique et de la perméabilité d'une électrode de carbone avec l'augmentation de la taille des fibres.

Les matériaux d'électrodes employés dans les batteries à flux redox sont relativement similaires à ceux des autres dispositifs électrochimiques. Le critère motivant le choix est souvent la surface de contact importante avec les électrolytes. On retrouve le graphite en place prépondérante mais aussi d'autres nanostructurations du carbone comme des microfibres, des nanotubes ou des feuillets de graphène. D'autres types d'électrodes existent aussi de manière plus marginale, telles les grilles et mousses métalliques.
Outre la composition et la structure, plusieurs paramètres sont à prendre en compte dans le développement des électrodes. Ainsi la taille des structures est assez sensible, un compromis est nécessaire entre une importante surface d'échange et une bonne perméabilité à l'électrolyte. La fonctionnalisation des surfaces par des groupes {\displaystyle {\ce {SO3H}}} (sulfonation) permet l'augmentation de la mouillabilité, et une électrocatalyse par des nanotubes de carbone ou des nanoparticules métalliques est souvent nécessaire.

### Membranes séparatrices
Les membranes séparatrices, ou séparateurs, sont un élément essentiel de toute batterie. Leur rôle dans la batterie à flux redox est l'échange de proton entre les deux compartiments tout en bloquant le transfert d'électron et d'ion. La membrane la plus utilisée reste le nafion, cependant, comme pour les piles à combustibles, son coût élevé pousse à la recherche d'alternatives.

## Avantages et inconvénients

### Points positifs
- Modularité : ces systèmes sont de grande taille et non-scellés. La maintenance et le remplacement de certaines pièces sont donc très aisées. Chaque composant peut être modifié à loisir, pour coller de près au cahier des charges.
- Coût : si l'investissement initial peut sembler important et peu avantageux comparé à des accumulateurs plus classiques, les économies d'échelles réalisées par la suite sont très importante. Il suffit, pour augmenter la capacité de la batterie, de changer les réservoirs pour d'autres de plus grande taille.
- Recharge instantanée : en cas de besoin, la batterie peut être rechargée instantanément en remplissant les réservoirs avec de l'électrolyte « frais ».

### Points négatifs
- Tension de fonctionnement relativement faible[18] : l'usage d'électrolyte aqueux limite la fenêtre de potentiel utilisable.
- Faible capacité spécifique : il s'agît d'un stockage encombrant et volumineux.
- Pompes nécessaires : un dispositif de pompage est nécessaire pour faire circuler les électrolytes. Cela entraine une consommation d'électricité et une baisse du rendement énergétique.

## Innovations dans le domaine

### Usage des liquides ioniques
Les liquides ioniques sont des sels liquide à température ambiante. L'importante solubilité des sels métalliques dans ces milieux et leur large fenêtre électrochimique en font des candidats idéaux pour des électrolyte de batterie à flux,. Certains chercheurs ont ainsi réussi à multiplier la concentration en sel de vanadium par 2,5 améliorant grandement la densité énergétique du dispositif.

### Electrolyte semi solide
Afin d'augmenter la densité énergétique de ces batteries, des électrolytes semi solides ont été développés. Ils sont composés de particules de lithium en suspension, reliée électriquement les unes aux autres par des nanoparticules de carbone. Chacune de ces particules agît comme un simulacre de batterie lithium ion et permet ainsi de stocker dans l'électrolyte une quantité d'énergie dix fois supérieure aux applications plus classiques,.